# Humprechtsmühle
Die Humprechtsmühle ist ein Wohnplatz der Gemeinde Burtenbach im schwäbischen Landkreis Günzburg in Bayern.
Das Anwesen liegt an der Mindel, knapp zwei Kilometer nordwestlich von Burtenbach.

## Geschichte
Die Humprechtsmühle wird erstmals 1459 genannt. 1492 wird sie als „Hauprecht“ bezeichnet. Sie war Teil des Lehens Eberstall.
Im Jahr 1818 wurden zehn Einwohner in zwei Häusern gezählt. Der Mühlbetrieb wurde im 19. Jahrhundert aufgegeben. Seit 1904 erzeugt die Gesellschaft „Mindelelektrizitätswerk“, später Lechwerke, dort Strom.
Bis zur Gemeindegebietsreform ein Ortsteil der ehemaligen Gemeinde Oberwaldbach, wurde Humprechtsmühle am 1. Mai 1978 nach Burtenbach eingemeindet.